# Tempestade tropical Jelawat (2006)
A tempestade tropical Jelawat (designação internacional: 0602; designação do JTWC: 03W; designação filipina: Domeng) foi uma tempestade tropical que afetou o sul da China no fim de Junho de 2006. Sendo o quarto ciclone tropical, a terceira tempestade tropical e o segundo sistema tropical nomeado da temporada de tufões no Pacífico de 2006, Jelawat formou-se de uma perturbação tropical próximo às Filipinas em 26 de Junho de 2006. Jelawat atingiu a província de Guangdong, China, 3 dias depois, com ventos constantes de 55 km/h. Apesar das fortes chuvas, não foi relatado qualquer fatalidade relacionado com a tempestade.

## História meteorológica

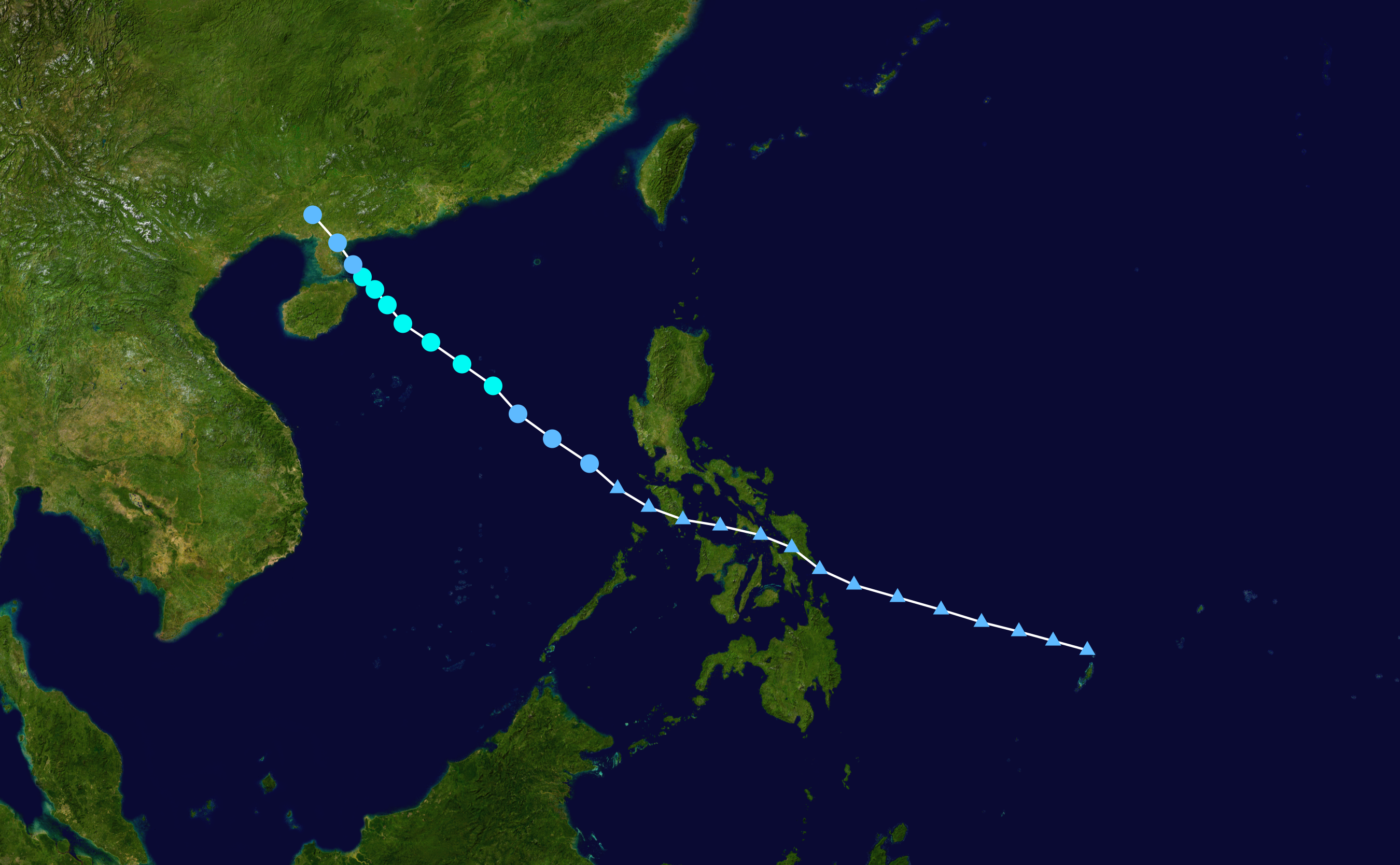
O caminho de Jelawat

Em 22 de Junho, uma área de distúrbios meteorológicos formou-se a sudeste das Filipinas. Seguindo para noroeste, o sistema fortaleceu-se, e a Administração de Serviços Atmosféricos, Geofísicos e Astronômicos das Filipinas (PAGASA) classificou o sistema numa depressão tropical e lhe atribuiu o nome Domeng. Em 24 de Junho, a PAGASA classificou a depressão numa tempestade tropical. No dia seguinte, o Joint Typhoon Warning Center (JTWC) emitiu um alerta de formação de ciclone tropical (AFCT) assim que o sistema já afetava o arquipélago filipino. No começo da madrugada de 26 de Junho, a Agência Meteorológica do Japão (AMJ) considerou o sistema como uma depressão tropical. Com a consolidação das áreas de convecção, o JTWC começou a emitir avisos regulares sobre a "depressão tropical 03W". O sistema seguia para noroeste devido à influência de uma alta subtropical a nordeste do sistema. Horas depois, a PAGASA emitiu seu último aviso sobre o sistema assim que a tempestade deixou a área de responsabilidade filipina. No começo da madrugada de 27 de Junho, o JTWC classificou a depressão numa tempestade tropical. Continuando-se a consolidar, a AMJ classificou o sistema como uma tempestade tropical e lhe atribuiu o nome de Jelawat. O nome Jelawat foi atribuído pela Malásia e é um nome para um peixe de água doce.
No entanto, o sistema falhou em intensificar-se mais e em 28 de Junho, a AMJ desclassificou Jelawat numa depressão tropical. Horas depois, o JTWC fez o mesmo. Jelawat fez landfall no sul da China em 29 de Junho, perto de Zhenjiang, com ventos de 55 km/h. Logo em seguida, o JTWC emitiu seu último aviso sobre Jelawat. Seis horas depois, a AMJ também emitiu seu último aviso sobre o sistema.

## Preparativos e impactos
Em 27 de Junho, o Observatório central de Guangdong, China, informou que Jelawat poderia ser um risco para a região, principalmente devido às suas chuvas. O Observatório de Hong Kong, que havia emitido um sinal de alerta nº1 em resposta à ameaça de Jelawat, cancelou o sinal de alerta assim que a tempestade enfraqueceu-se numa depressão tropical. No entanto, o governo chinês cancelou a navegação aos arredores de Hainan. As autoridades chinesas recomendaram aos pescadores para se afastarem do mar durante a passagem do sistema e mais de 19.000 barcos de pesca foram ordenados para que retornassem à terra. Os vôos para Hainan também foram interrompidos em 29 de Junho: 126 vôos tiveram que ser cancelados. Jelawat também trouxe benefícios para a região, que era castigado por uma intensa onda de calor; Jelawat ajudou na diminuição da temperatura na região.